# كيفن أوموندي
كيفن أوموندي (بالإنجليزية: Kevin Omondi)‏ هو لاعب كرة قدم كيني، ولد في 4 أغسطس 1990. لعب مع Chemelil Sugar F.C. ‏.